# SOAPnet
SOAPnet – amerykański kanał telewizyjny, wyspecjalizowany w emisji oper mydlanych. Początkowo stacja pokazywała tylko seriale znane wcześniej z anteny blisko z nią powiązanej telewizji ABC. Z czasem ramówka była jednak rozszerzana również o produkcje innych nadawców. Stacja istnieje od roku 2000, zaś obecnie jest częścią Disney-ABC Television Group.